# Mount Bird
A Mount Bird egy kialudt bazaltos pajzsvulkán az Antarktikán, a Ross-sziget északi nyúlványán, a Bird-foktól 11 kilométerre délre. A Ross-sziget másik két vulkánjától, a Mount Erebustól és a Mount Terrortól elmarad méretben. Legmagasabb tengerszinttől mért pontja 1765 méter magas, átlagos lejtése 11°. A fő vulkáni kúpot vastag bazaltos lávafolyások alkotják, melyek a parti sziklákon figyelhetők meg a legjobban. A hegy lejtőin számos parazita kúp és lávakupola található, melyek – a nyugati part mentén, egy 30 kilométer hosszú parti sávot leszámítva – többnyire nem láthatók a felszínen. A Mount Bird – ellentétben a Mount Erebusszal – jelenleg vulkáni tevékenység jeleit nem mutatja. Az itt gyűjtött kőzetmintákon végzett kálium–argon izokron kormeghatározás alapján a fő vulkáni kúp 3,8–4,6 millió évvel ezelőtt volt aktív. A Mount Bird jégsapkájának a hegy nyugati oldalán számos nyúlványa van. Ezek közé tartozik a Wohlschlag-öbölbe meredeken ereszkedő Quaternary-jégesés és a Shell-gleccser.
A vulkánt a Robert Falcon Scott által vezetett, Discovery-expedíció (1901–1904) során térképezték fel. A vulkán nevét a Sir James Clark Ross által elnevezett Bird-fokról kapta, így végső soron Edward J. Bird, a HMS Erebus hadnagyának nevét viseli.